# Église Saint-Louvent de Rembercourt-aux-Pots
L'église Saint-Louvent est située sur la commune de Rembercourt-Sommaisne dans le département de la Meuse en région Lorraine.

## Historique
On peut s'étonner de la présence d'une église aussi vaste dans un si petit village. C'est ignorer qu'au Moyen Âge, l'église était un lieu de pèlerinage important consacré à saint Louvent. Marie-Claire Burnand donne une population de 3 100 habitants avant la peste de 1635, soit plus que la ville de Nancy à la même époque, mais qui amorça à cette date son déclin qui va s'amplifier avec la guerre de Trente Ans.
La ville possédait un couvent de Franciscains depuis 1447, un Hôtel-Dieu avec l'église Sainte-Madeleine fondé en 1499.
L'église fait l’objet d’un classement au titre des monuments historiques par la liste de 1840.

### Textes

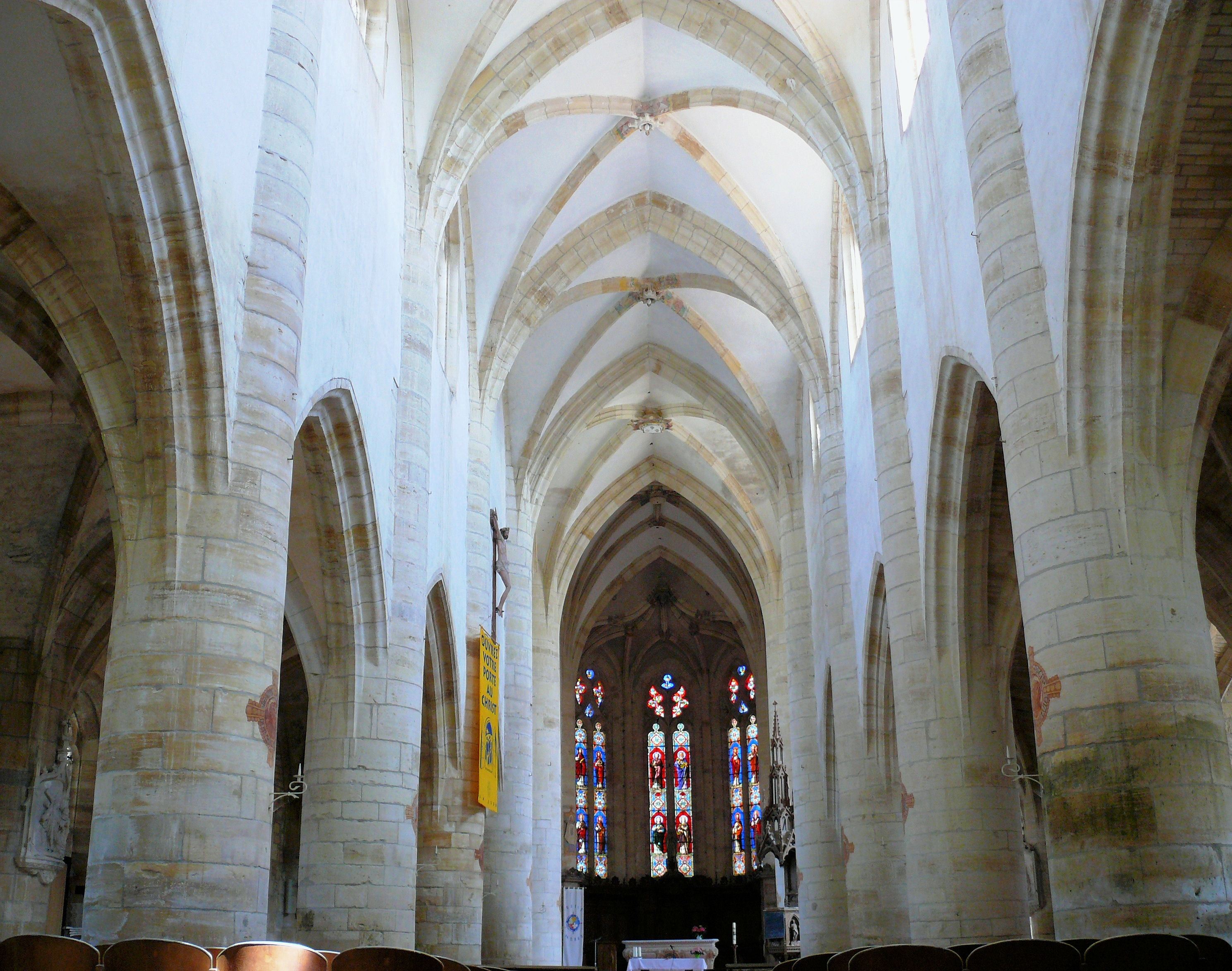
Nef centrale.

Il y a peu de textes concernant la construction de l'église. La Chronique Philippe de Vigneulles qui indique que l'église était construite en 1500, dans le même temps que l'église Saint-Michel de Saint-Mihiel. Il semblerait donc que sa construction soit due au mécénat de René II de Lorraine qui était duc de Bar et de Lorraine. Le style de l'architecture ne permet de confirmer l'attribution de la construction au cardinal Louis, duc de Bar de 1415 à 1419 comme le fait Camille-Paul Joignon dans Aux confints du Barrois et du Verdunois, Rembercourt-aux-Pots en 1938.
Il existe aussi un codex écrit au XVIIIe siècle ayant de registre et de cartulaire aux marguilliers de la paroisse. Ce document conserve les copies des actes de fondation de plusieurs chapelles. On y trouve les indications suivantes :
- la chapelle Notre-Dame-de-Pitié, fondée en 1499 par Colin Driget, marchand de Rembercourt, et sa femme, Jeanne la Fumeuse. Le texte indique qu'ils déclarent avoir fait construire et bâtir deux chapelles dont une à l'église paroissiale joignant à la nef d'icelle église assez près du portail, et arrière du chœur et croisée et y établissent une chapellenie.
- l'acte de consécration de l'autel de la première chapelle orientale à Saint Michel daté de 1510 a été retrouvé au XVIIIe siècle devant celui-ci,
- la chapelle Saint-Nicolas, fondée le 16 septembre 1521 par Nicolas Errard, curé de Rembercourt avant 1499 car il est cité dans l'acte de fondation de la chapelle Notre-Dame-de-Pitié,
- la chapelle Sainte-Barbe, fondée le 18 mai 1624 par les procureurs de Sylvain Godet, chanoine de Cavaillon,
- la chapelle du Sépulcre a été fondée en 1511 ou 1520 par Florentin Lasnier,
- les chapelles Saint-Sébastien et Saint-Éloi doivent déjà exister en 1526, car un document mentionne la donation de reliques à cette date,
- un texte indique l'an mil cinq cens et dix un suffragant de Toul consacra l'autel Saint Michel de l'église Rambercourt comme appert l'attestation mise au devant de l'autel joignant l'autel Saint Hubert.

On ne sait pas où étaient situées les chapelles car l'église a été réaménagées au XVIIIe siècle. Seule la chapelle Notre-Dame-de-Pitié a toujours été au sud de la cinquième travée de la nef. L'inscription de la dalle gravée du tombeau de son fondateur a été relevée en 1845 par l'architecte Oudet.
À défaut de textes sur la construction de l'église, on peut essayer de tenir compte de deux autres éléments, l'histoire du Barrois et le style du bâtiment.

### Histoire du Barrois
Rembercourt était divisé entre deux seigneuries à part à peu près égales au début du XVe siècle, celle de Jean d'Ornes et celle de Jean de Saulx. Ce dernier vendit sa seigneurie vers 1453 par René Ier.

Le duché de Bar et celui de Lorraine sont agressés par les Bourguignons jusqu'à la mort de Charles le Téméraire devant Nancy. Depuis 1473 le Barrois mouvant s'était placé sous la protection des rois de France. La ville a dû voir passer les troupes de routiers en 1420, 1430 puis entre 1437 et 1497.
La ville est prise en 1567 par les troupes protestantes du prince de Condé.

### Architecture
Le style indique que la construction a dû être faite de l'est vers l'ouest. Les premières parties construites sont le transept et les deux dernières travée de la nef (travées 4 et 5).
Les baies du transept peuvent se rapprocher de celles de la collégiale Saint-Pierre de Bar-le-Duc, aujourd'hui église Saint-Étienne dont le transept a été terminé après 1476. On peut donc supposer que cette première partie a été entreprise après 1480.
Les travées 2 et 3 de la nef ont dû être terminées avant 1510. La première travée et les chapelles latérales ont été réalisées entre 1510 et 1520.

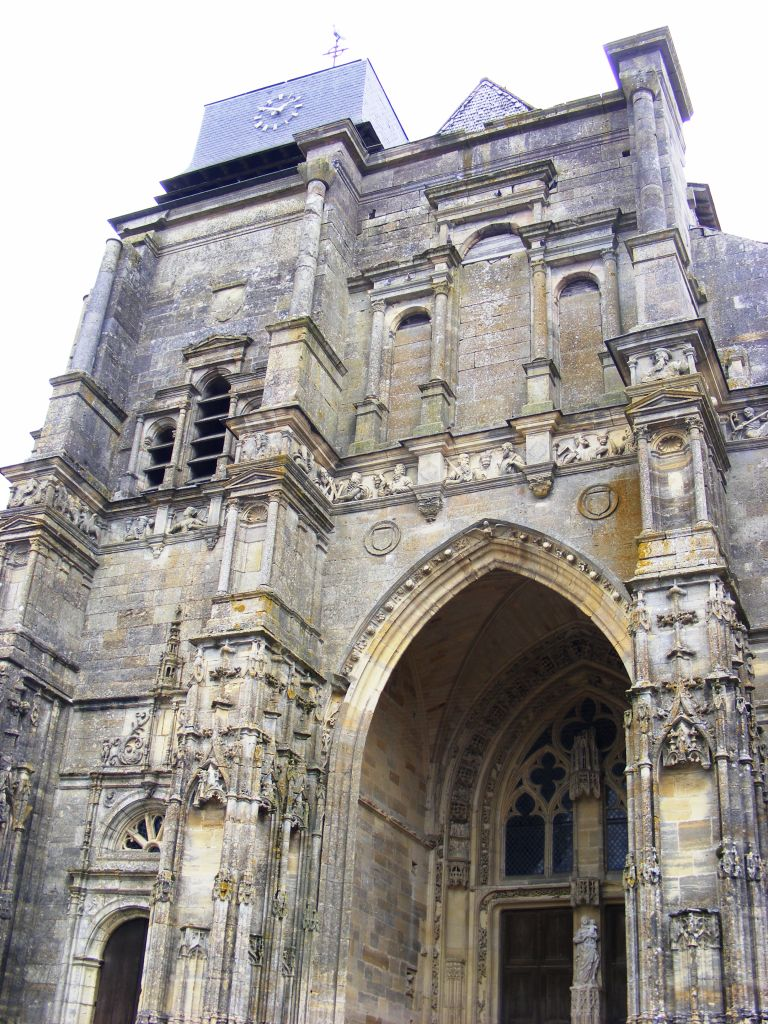
Façade occidentale.

Sur la façade occidentale on peut distinguer deux styles bien marqués. Le plus ancien correspond au gothique flamboyant et le second à la première Renaissance. On constate sur les contreforts ce changement de style se fait entre le premier et le second niveau. La décoration de certains bustes peut se retrouver sur l'église des Marats qui est datée de 1554. On peut en déduire que le mur de fond du porche sur lequel se trouve le portail principale doit dater des années 1520. Au second niveau, au-dessus du grand portail et communiquant avec la nef se trouve un grand oculus qui est une ancienne rose. La façade extérieure de la salle située au-dessus du porche central a été réalisée dans le style Renaissance au XIXe siècle. Le modèle d'arc du grand portail se retrouve sur la façade de la collégiale Saint-Pierre de Bar-le-Duc et date de 1513-1520. Le style de la rose doit la dater de 1520-1530. Sur cette façade devait se trouver les blasons de Philippe de Gueldre et d'un duc de Lorraine, René ou Antoine. Cette rose devait être visible à l'origine au-dessus de la terrasse du porche.

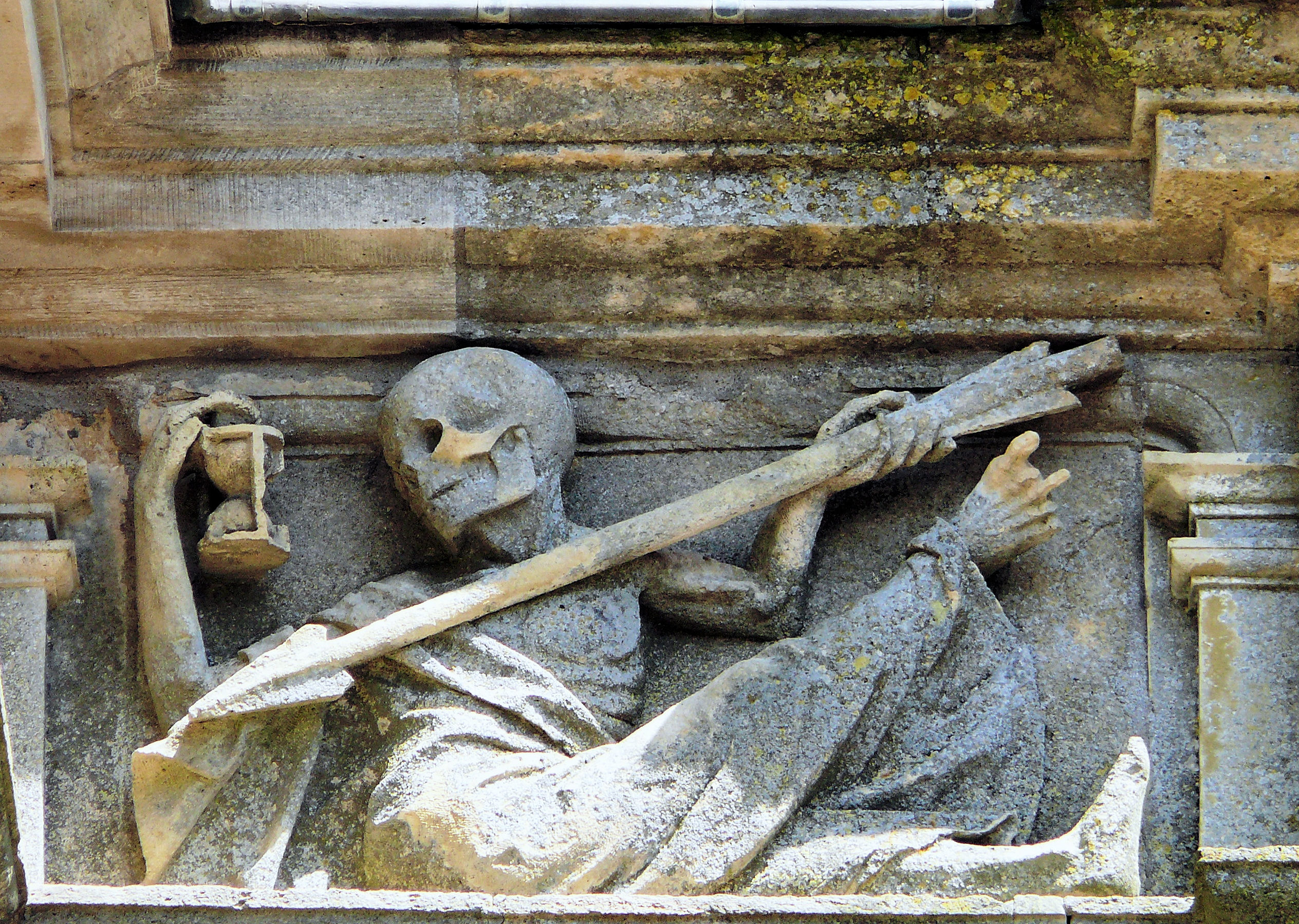
Frise Renaissance de la façade occidentale.

On peut supposer que la façade actuelle a dû être faite après une première façade prévue au droit du grand portail. Dans ce projet, l'architecte avait prévu de construire, à l'avant de cette première façade, une façade harmonique avec deux tours encadrant l'entrée de l'église. Sur les huit contreforts actuels, les quatre de la façade occidentale ont d'abord été réalisés, les quatre situés de part et d'autre ont été ajoutés pour assurer la stabilité des tours quand le projet a été modifié. On a alors entrepris de construire la frise du deuxième niveau dont le style est renaissant mais avec des traces de style gothique. Elle présente des ressemblances avec le portail sud de l'église d'Auxon datée de 1537. La construction de la tour nord a dû se poursuivre mais ce projet s'est arrêté après le sac de l'église par les protestants en 1567.

### Restaurations

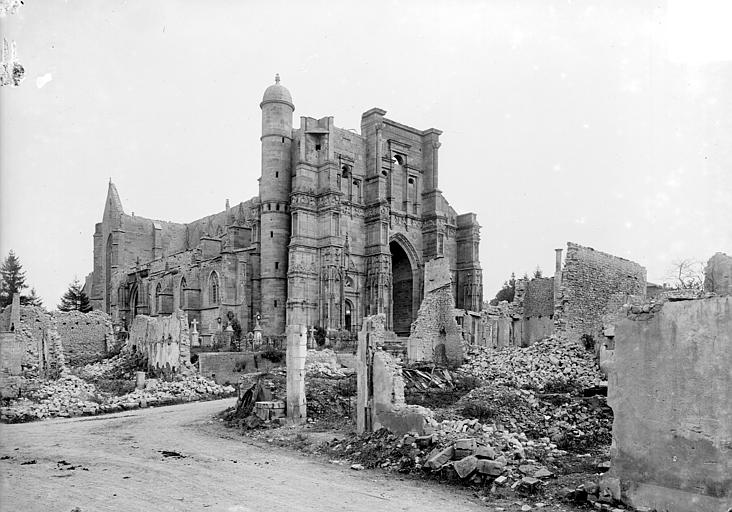
L'église en 1915.

En 1839, Joseph-Théodore Oudet fait un rapport qui conduit au classement de l'église en 1840. En 1843, la Commission des Monuments historiques demande à l'architecte Émile Boeswillwald de faire un devis pour la restauration de l'église. Ces travaux sont effectués entre 1843 et 1845. De nouveaux travaux sont faits entre 1895 et 1901.

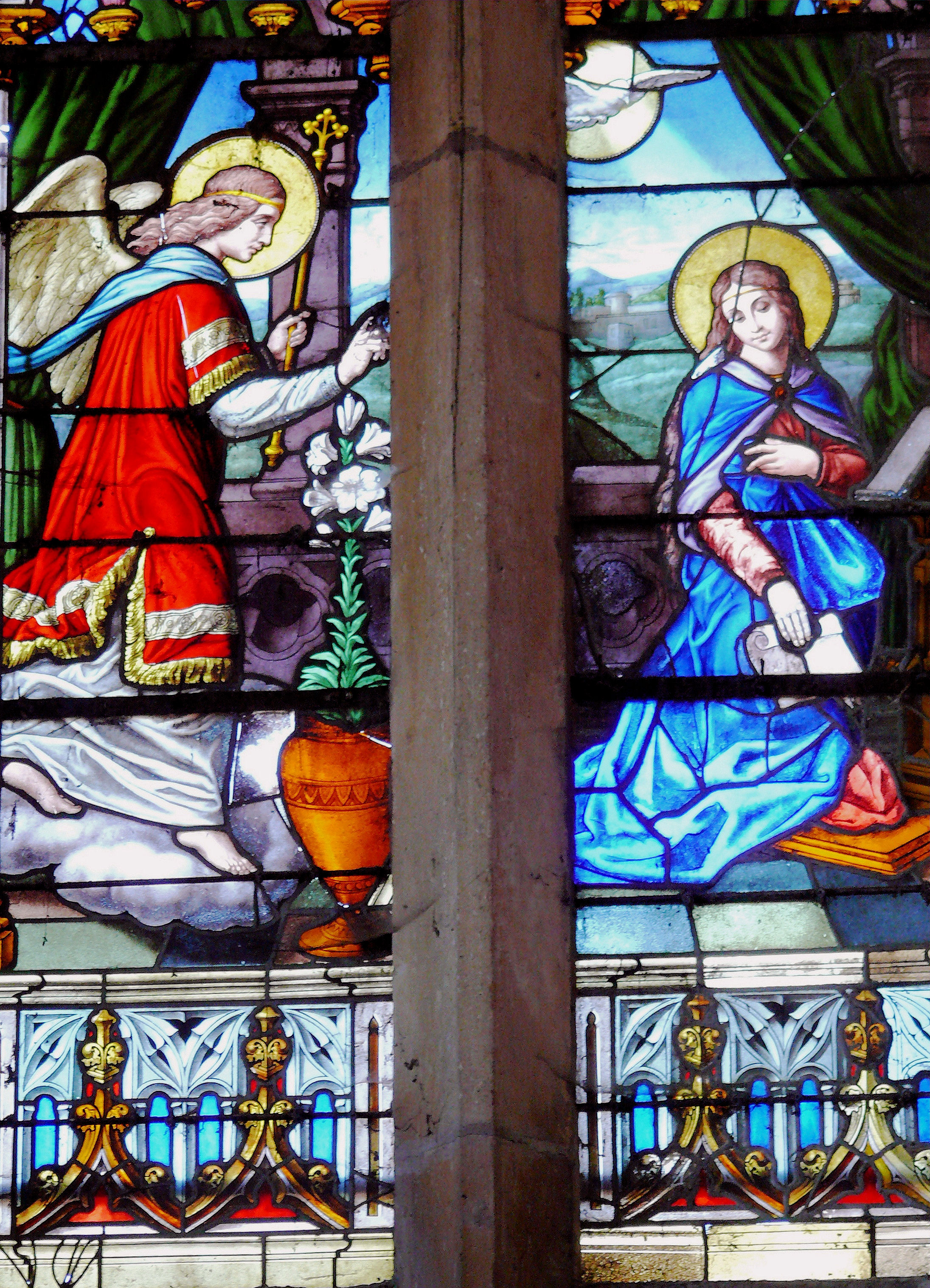
Vitrail de l'abside.

Pendant la Première guerre mondiale, les combats de Vaux-Marie vont entraîner des dégâts importants. On couvre provisoirement l'église en 1915. L'architecte André Ventre fait en 1917 un devis pour la restauration de l'église. En 1927, le conseil municipal, appuyé par Raymond Poincaré, se plaint de l'état de l'église auprès du ministère des Beaux-Arts. Les travaux de restauration sont terminés en 1934. Des vitraux modernes ont été posés en 1935.
En 1988, on signale que la toiture de l'église laisse passer l'eau. Une statue de saint Antoine, classée, est détruite.

## Architecture
Longueur : 56 m
Largeur de la nef centrale : 8 m
Largeur avec les chapelles : 28 m
Hauteur sous voûtes : 18 m